# أسيد بن أبي أناس بن زنيم الكناني
أسيد وقيل أنس بن أبي أناس بن زنيم الدؤلي الكناني هو صحابي، أسلم يوم الفتح، قال ابن ماكولا: هو بالفاء يقال له ... وحاصل المعنى: أنَّ أسيداً بالتصغير اسم جماعة، وهم أسيد بن أبي ... وكسر السين وهو الذي ضبطه العسكري والدارقطني كما في الإصابة.

## نسبه
أنس بن زنيم وقيل أنس بْن أَبِي أناس بْن زنيم بْن عمرو بْن عَبْد اللَّهِ بْن جابر بْن محمية بْن عبيد بْن عدي بْن الدئل بْن بكر بْن عبد مناة بْن كنانة بْن خزيمة بْن مدركة بْن إلياس بْن مضر بن نزار بن معد بن عدنان الدؤلي الكناني.

## قدومه إلى رسول الله
قال ابن عباس : أهدر رسول الله «صلى‌الله‌عليه‌وآله» دم أسيد بن أبي أناس لما بلغه أنه هجاه ، فأتى أسيد الطائف فأقام بها. فلما فتح رسول الله «صلى‌الله‌عليه‌وآله» مكة خرج سارية بن زنيم إلى الطائف ، فقال له أسيد : ما وراءك؟ قال : «قد أظهر الله تعالى نبيه ونصره على عدوه ، فاخرج يا ابن أخي إليه ، فإنه لا يقتل من أتاه». فحمل أسيد امرأته ، وخرج وهي حامل تنتظر ، وأقبل فألقت غلاما عند قرن الثعالب ، وأتى أسيد أهله ، فلبس قميصا واعتم ، ثم أتى رسول الله «صلى‌الله‌عليه‌وآله» ، وسارية بن زنيم قائم بالسيف عند رأسه يحرسه ، فأقبل أسيد حتى جلس بين يدي رسول الله «صلى‌الله‌عليه‌وآله» وقال : يا محمد ، أهدرت دم أسيد؟ قال : «نعم». قال : تقبل منه أن جاءك مؤمنا؟ قال : «نعم». فوضع يده في يد رسول الله «صلى‌الله‌عليه‌وآله» ، فقال : «هذه يدي في يدك ، أشهد أنك رسول الله «صلى‌الله‌عليه‌وآله» ، وأشهد ألا إله إلا الله». فأمر رسول الله «صلى‌الله‌عليه‌وآله» رجلا يصرخ : أن أسيد بن أبي أناس ، قد آمن ، وقد أمّنه رسول الله «صلى‌الله‌عليه‌وآله». ومسح رسول الله «صلى‌الله‌عليه‌وآله» وجهه ، وألقى يده على صدره. فيقال : إن أسيدا كان يدخل البيت المظلم فيضيء.وقال أسيد :
فلما أنشده : «أأنت الذي تهدي معدا لدينها» ، قال رسول الله «صلى الله عليه وآله» : «بل الله يهديها». فقال الشاعر : «بل الله يهديها وقال لك اشهد»